# Temperaturdrift
Unter Temperaturdrift wird die ungewollte zeitliche Veränderung im Verhalten eines Bauelementes oder Gerätes durch Einwirkung der Temperatur verstanden; sie ist ein Teilaspekt der Drift, wie sie beispielsweise in der Messtechnik vorkommt. So kann es in einem Gerät allein schon durch das Einschalten zu einer Erwärmung und zu Änderungen einiger Eigenschaften kommen. Für einen Operationsverstärker wird in seinem Datenblatt angegeben, welche Temperaturdrift seine Eingangs-Offsetspannung typisch oder maximal aufweist, die sich aus den Unterschieden im Verhalten seiner beiden von der Temperatur beeinflussten Eingangstransistoren ergibt.
Viele physikalische Größen sind von der Temperatur abhängig, sei es der spezifische Widerstand eines leitfähigen Materials, sei es die Frequenz eines Uhrenquarzes, sei es die Durchlassspannung einer Diode. Die Gesetzmäßigkeit, nach der eine Größe {\displaystyle Q} von der Temperatur {\displaystyle T} abhängt, wird Temperaturgang genannt. Ist dieser ein vorzugsweise linearer, so kann zu quantitativen Angaben der Temperaturdurchgriff {\displaystyle {\tfrac {\Delta Q}{\Delta T}}} angegeben werden. Dieser besagt, wie empfindlich {\displaystyle Q} auf eine Änderung {\displaystyle \Delta T} reagiert. Alternativ kann eine relative Abhängigkeit als Temperaturkoeffizient {\displaystyle {\tfrac {\Delta Q/Q_{0}}{\Delta T}}} angegeben werden.
Viele Messgeräte, die nicht der Messung der Temperatur dienen, reagieren nicht nur auf die Messgröße, sondern außerdem auf die Temperatur als einer Einflussgröße, so dass auch hier eine Temperaturdrift vorliegt. Sie kann sich in einer Nullpunktdrift zeigen als auch in einer Wanderung der Empfindlichkeit.
Da eine Temperaturänderung immer mit dem Transport von Energie verbunden ist und erst mit der Einstellung eines Gleichgewichtes endet, sind die Änderungen der Temperatur und der Folgeerscheinungen in der Regel langsam. Zur Verhinderung von Temperaturdrift dient die Temperaturkompensation.